# Macromitrium microstomum
Macromitrium microstomum är en bladmossart som beskrevs av Schwaegrichen 1827. Macromitrium microstomum ingår i släktet Macromitrium och familjen Orthotrichaceae. Inga underarter finns listade i Catalogue of Life.